# 格兰特纪念币
格兰特纪念币（英語：Grant Memorial coinage）是美国铸币局於1922年生产的一種美元金币和半美元银币，旨在纪念南北战争联邦军总司令、第18任美国总统尤利西斯·格兰特诞辰一百周年。两种硬币图案完全相同，皆由劳拉·加丁·弗雷泽设计。
尤利西斯·格兰特百年纪念协会希望发行20万枚一美元金币，为格兰特出生地及童年故居等多个项目融资，但国会只授权发行一万枚一美元金币和25万枚半美元。为提升销量，委员会要求在五千枚金币上增加特殊符号五角星，其后铸币局主动为五千枚半美元加上同样的星星。
雖然一美元金币和大部分半美元已被出售，但还是有部分半美元退回铸币局熔毁。带五角星的半美元长年以来都比大部分纪念币值钱，且因其較為稀有而导致伪造层出不穷。销售纪念币所获收益用于保护前总统的出生地，但其他项目仍未能达成。

## 背景

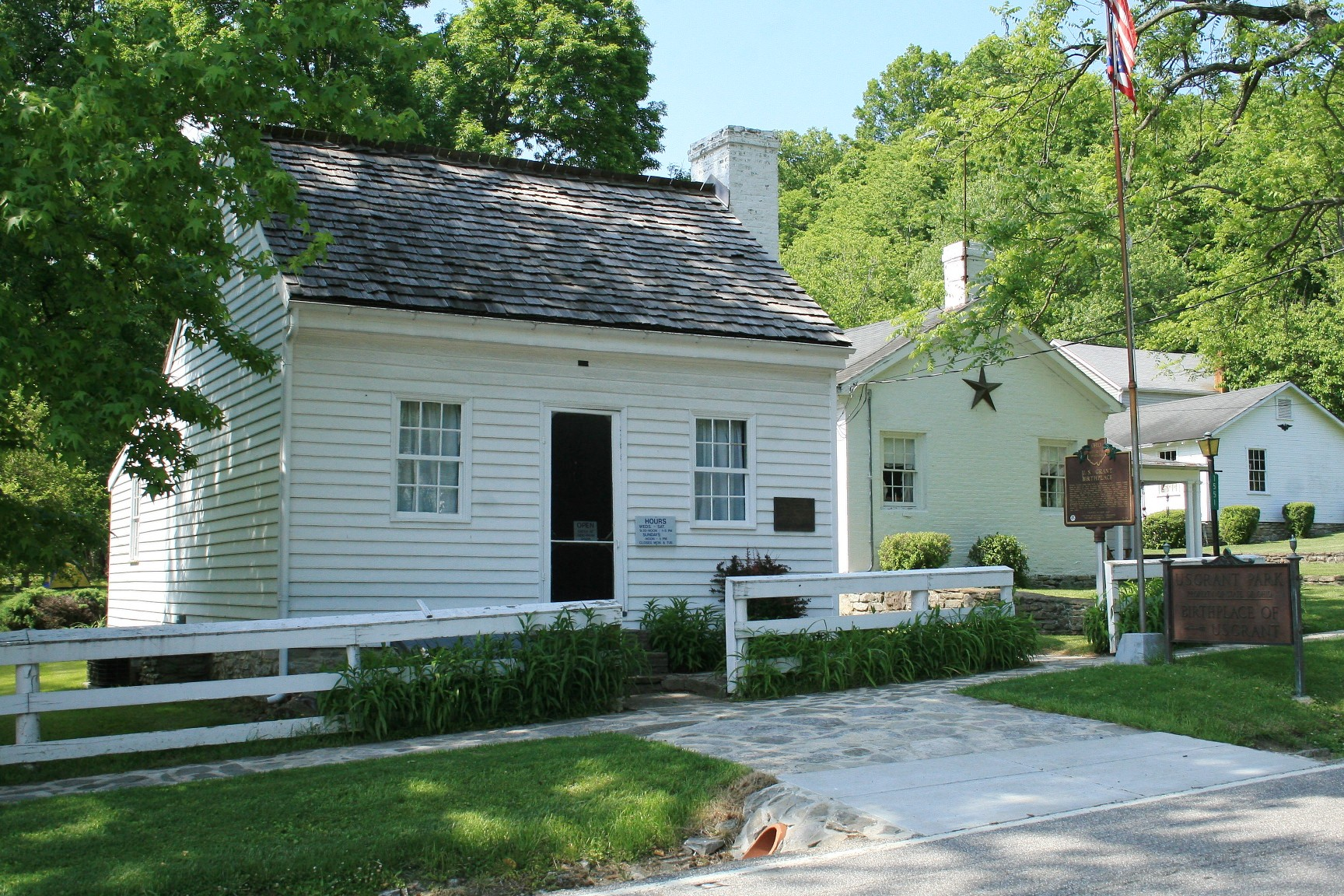
位于俄亥俄州克莱蒙县的格兰特出生地（摄于2007年）

1822年4月27日，希拉姆·尤利西斯·格兰特在俄亥俄州克莱蒙县波因特普莱森特（Point Pleasant）出生，一家人次年移居乔治敦。父亲安排他入讀纽约州的西点军校，但学校登记时误将名字写成尤利西斯·S·格兰特，因此他决定以后就用这个名字。格兰特曾参与美墨战争，后于1854年离开部队，多次尝试经商但业绩不佳。南北战争爆发后格兰特再度入伍，屢战屢胜，林肯总统于1863年下半年任命他担任联邦军总司令。1865年4月，格兰特攻陷弗吉尼亚州首府里士满，并且很快就迫使邦联军司令罗伯特·E·李将军投降，结束多年内战。1868年，格兰特当选第18任美国总统并完成两个任期。
1921年，克萊蒙縣组建尤利西斯·格兰特百年纪念协会，负责在县内组织庆典活动，打算发行纪念币协助融资。1922年时，美国纪念币不经政府销售，而是由国会授权某个组织独立拥有並以面值从美国铸币局买断硬币，然后自行决定是否加价向公众转售的权力。以格兰特纪念币为例，获国会授权的组织就是尤利西斯·格兰特百年纪念协会，又称格兰特委员会，休·尼科尔斯（Hugh L. Nichols）任主席。

## 立法

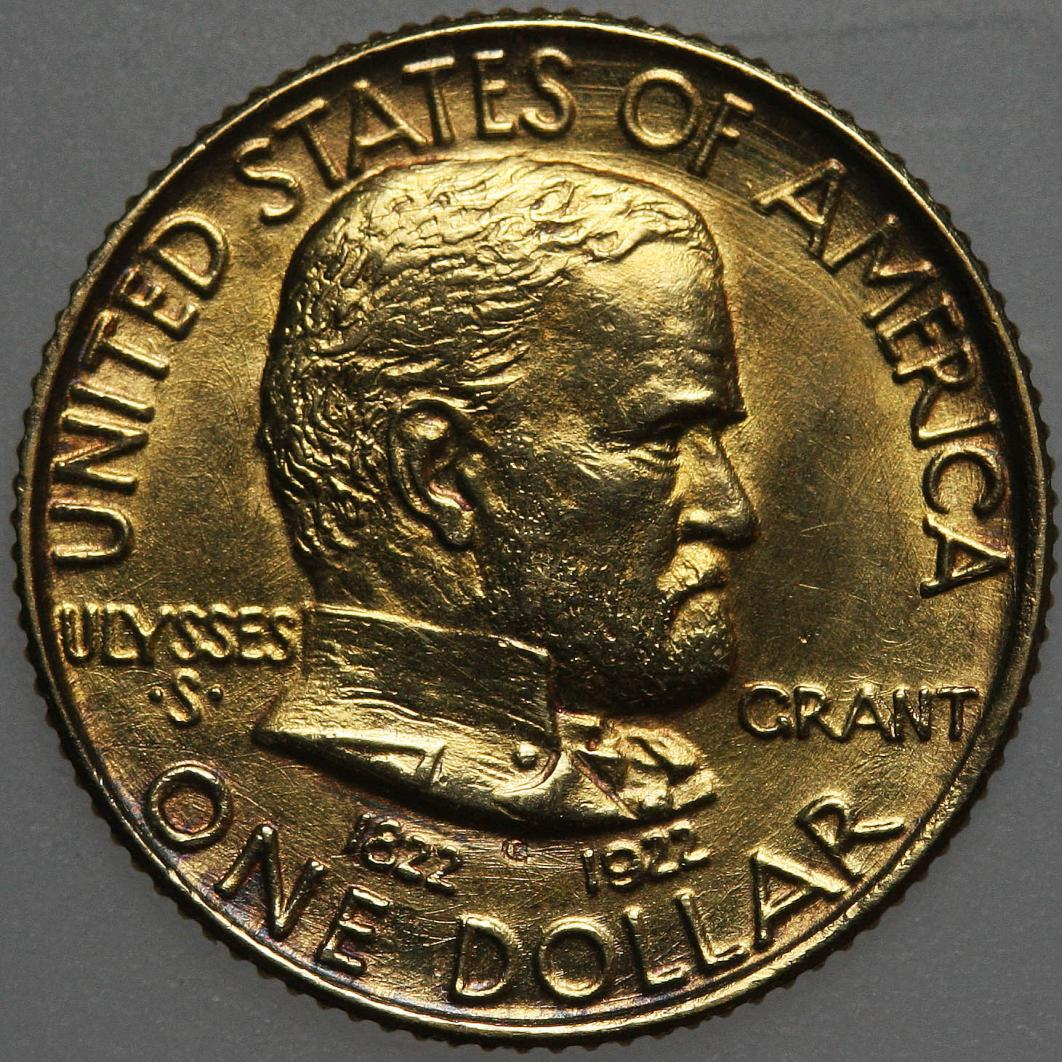
格兰特一美元纪念金币正面（没有五角星版）

1921年5月11日，俄亥俄州联邦众议员查尔斯·赛勒斯·基恩斯（Charles C. Kearns）在众议院递交法案，建议发行一美元面额格兰特纪念金币，纪念前总统诞辰一百周年。法案要求授权20万枚一美元金币，为乔治敦和伯特利（Bethel）的格兰特纪念建筑融资，以及计划修筑长八公里的格兰特将军纪念公路，用以连接新里士满（New Richmond）和波因特普莱森特。法案随即转交铸币和度量衡委员会审核。8月13日，委员会主席、印第安纳州议员阿尔伯特·维斯塔尔（Albert Vestal）回报众议院建议修订后通过法案，修订建议包括明确规定格兰特委员会需承担铸币前期准备费用。报告指出，格兰特曾在伯特利和乔治敦生活，而且新里士满到波因特普莱森特之间的道路当时尚未通行。报告还称，格兰特委员会是在1921年5月设立，准备买断所有纪念币后转卖给该州境内数百家望眼欲穿的银行。销售获利将用于支付百年庆典开支，修筑公路，如有节余則用於修建社区纪念建筑。
1921年10月17日，法案进入众议院一致同意审核日程。议会通过委员会修正案后，新泽西州议员理查德·帕克（Richard W. Parker）询问法案语句是否意味着格兰特委员会可以免费获得所有纪念币，基恩斯回答，委员会向政府支付的金额等于所有硬币面额总和；德克萨斯州议员托马斯·布兰顿（Thomas L. Blanton）这时补充，政府只能按面额收费，但格兰特委员会可以加价转售。阿肯色州议员奥蒂斯·温戈（Otis Wingo）与基恩斯交谈并提出多个问题，议会进而得知铸币局能以现成金锭铸造金币，而且法案要求委员会支付铸币金属模费用，故此政府无需承担任何开支。接下来法案顺利通过，没有议员提出异议。
众议院通过的法案抵达联邦参议院后转银行和金融委员会审议。1922年1月23日，委员会主席、康涅狄格州议员乔治·麦克莱恩（George P. McLean）代表委员会回报参议院，建议把金币授权量减至一万枚，同时增发25万枚格兰特纪念半美元银币。麦克莱恩当天提请议会审核，俄亥俄州议员弗兰克·威利斯（Frank B. Willis）发言支持法案，称格兰特委员会将用这些纪念币融资，联邦政府无需承担任何开支。犹他州议员里德·斯穆特（Reed Smoot）发现，根据银行和金融委员会的报告，整个法案除颁布条款外全部需要重写，因此威利斯的说法可能不被信服，威利斯于是要求委员会主席解释修改原因。麦克莱恩表示，众议院通过的法案建议发行20万枚一美元金币，银行和金融委员会认为使用大量黄金生产不会流通的硬币实属不智。斯穆特对答复满意，主持参议院会议的副总统卡尔文·柯立芝接下来询问是否还有反对意见，犹他州议员威廉·亨利·金（William H. King）询问政府是否会有任何开支，纪念币是否会树立不好的先例。威利斯承诺一切开支由格兰特委员会承担，法案与以往的纪念币法案没有什么区别。威利斯还称，如果金反对法案，纪念币的投产就要延迟，导致无法实现既定目标。俄亥俄州另一位议员阿特利·波默林（Atlee Pomerene）上台发言，向金保证法案对俄亥俄州非常重要，还称格兰特委员会主席是前俄亥俄州最高法院首席大法官尼科尔斯。柯立芝再度询问是否有议员反对，没有人再提出问题或异议，法案根据银行和金融委员会的建议修订后通过，没有议员反对。
参议院通过的法案经过修订，所以众议院需重新审核。1月26日，维斯塔尔提请议会审议，众议院同意参议院修订，无人反对。。1922年2月2日，法案经沃伦·盖玛利尔·哈定总统签字成为法律正式生效。

## 准备

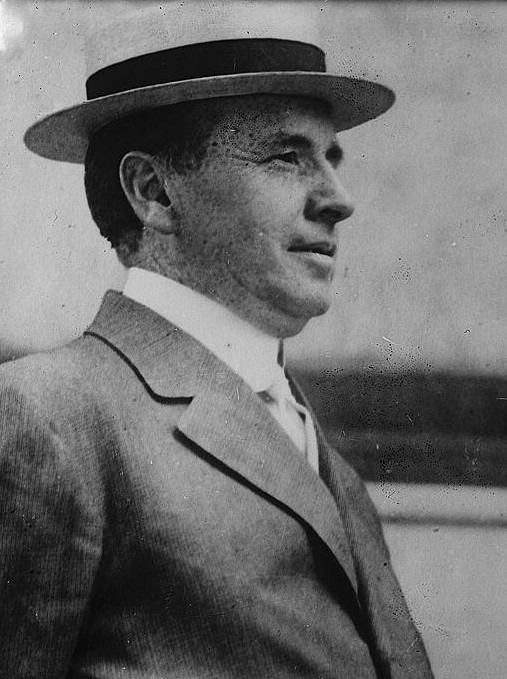
尤利西斯·格兰特百年纪念协会主席休·尼科尔斯

根据哈定总统1921年签署的行政命令，美国美术委员会有权对包括硬币在内的各种公共美术品提供设计建议。格兰特纪念币法案通过后，美术委员会大部分成员忙于其他项目，据钱币史学家唐·塔克西（Don Taxay）记载，选择硬币设计师的责任落在委员会委员、雕塑家詹姆斯·厄尔·弗雷泽（James Earle Fraser）肩头。弗雷泽曾设计野牛镍币，他最终推荐自己的妻子，曾于1921年设计阿拉巴马州百年纪念半美元的劳拉·加丁·弗雷泽（Laura Gardin Fraser）为新纪念币操刀。
1922年2月12日，劳拉·弗雷泽致信美国铸币局局长雷蒙德·贝克（Raymond T. Baker），对获选设计硬币表示感谢，称她已经开始设计，希望能在美术委员会下次会晤前备好新硬币的石膏模型。弗雷泽希望局长能就委托她设计纪念币出具正式委任书，因为设计阿拉巴马州纪念币后她很久都没有拿到应得的报酬。美术委员会在2月24日的会议上审核并批准一美元金币正面模型，劳拉之后很快就完成设计。3月3日，詹姆斯·弗雷泽致信委员会主席查尔斯·摩尔（Charles S. Moore），称他已检视并批准模型，委员会全体审核设计方案后，硬币得以在3月投产。

## 设计

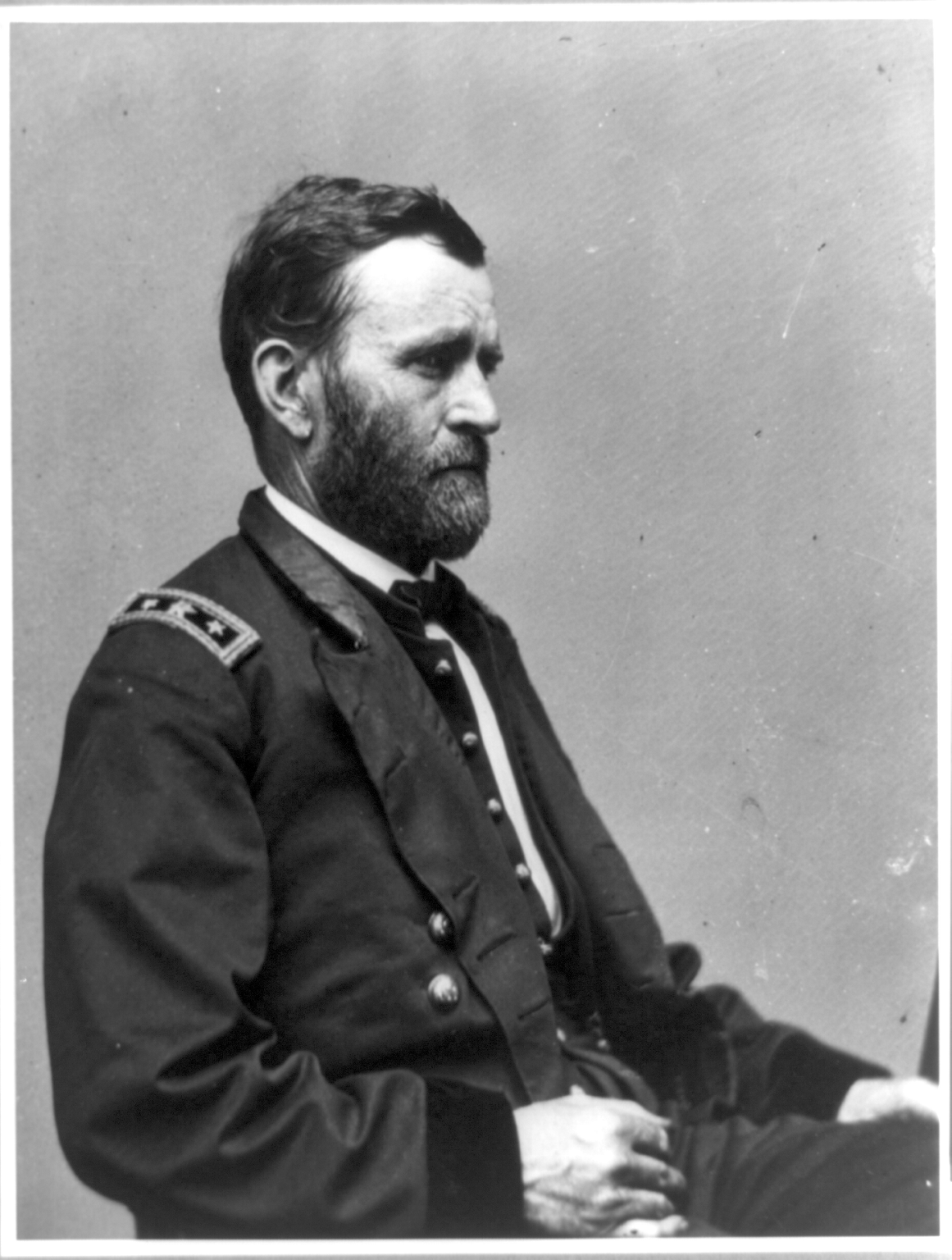
马修·布雷迪工作室拍摄的格兰特肖像

格兰特纪念金币和银币的设计图案除面额外完全相同。劳拉·弗雷泽根据马修·布雷迪工作室拍摄的格兰特照片设计正面，塔克西认为这面“以其体现的力量和特点著称”。正面的格兰特像内战期间一样身着军装，但从修剪整齐的胡须来看，他应该是希望照片拍下战争结束多年后的形象。格兰特面朝右边，半身像下方还有劳拉娘家姓“加丁”的首字母缩写。阿利·斯拉伯（Arlie L. Slabaugh）的纪念币著作指出，劳拉设计阿拉巴马州半美元留下姓名首字母缩写，这次改成不那么明显的单个字母可能是要避嫌，以免丈夫身为美术委员会委员受到裙带关系指控。正面其他位置还有格兰特的姓名、百年纪念起止年份、面额和发行国全名。
纪念币背面是格兰特位于波因特普莱森特的出生地，劳拉同样根据照片设计，上面的房屋尚未经过修复，树木不在格兰特百年诞辰发行的纪念章上。财政部长安德鲁·W·梅隆1922年的年度报告误将这座房产称为木屋，实际上是把格兰特出生地和他三十几岁时在夫人位于圣路易斯附近的农场所建房屋混淆。纪念币面世后，美国钱币协会期刊《钱币学家》（The Numismatist）主编弗兰克·杜菲尔德（Frank Duffield）指出，硬币设计初衷可能是想让房屋及周围景观接近前总统出生时的样子，房子在大树下显得很矮，同时设计师可能牺牲一些现实感来改善图案效果，但这都是在不损害历史价值的前提下完成。在他看来，格兰特纪念币的“设计和实际效果与近来任何纪念币相比都不遑多让，事实证明之前的纪念币就很受收藏爱好者青睐”。斯拉伯认为，劳拉的设计“无疑体现出她作品的优良品质”。背面除格言（“我们信仰上帝”）和（“合众为一”）外没有任何文字解释设计图案的含义，但正如钱币学家安东尼·斯威特克（Anthony Swiatek）所说的那样：“设计本身已经足以解释”。
美术史学家科尼利厄斯·弗缪尔（Cornelius Vermeule）在美国钱币和奖章主题著作中对劳拉·弗雷泽的设计深表钦佩：“唯一可能的批评就是那些比较大的字母实在大了点儿，导致铸到实际坯饼上时弯曲的字符看起来偏直。原来看上去庞大而平凡的照片反映到硬币上却体现出和谐之美”。在他看来，正面的格兰特形象粗鲁，这也与本人相符。整体而言，这一面为美国纪念币上的内战人物肖像立下光辉起点。弗缪尔称赞背面的树木、房屋和铁栅栏刻画仿佛宝石切割机般精确，树叶质地微妙而且栩栩如生，不逊任何美国硬币图案。

## 发行和收藏

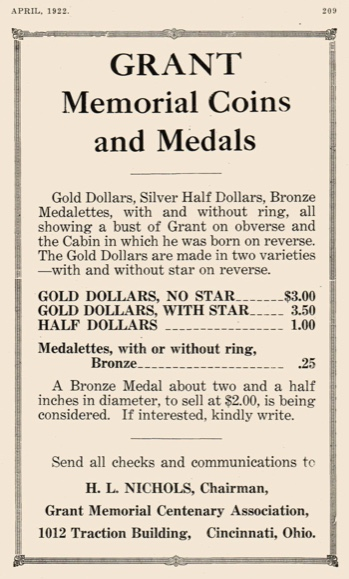
1922年4月格兰特纪念币的广告

1921年问世的阿拉巴马和密苏里州百年纪念半美元都在部分硬币上附有特殊标志，这样收藏爱好者就必须购买两枚才能集齐套装。格兰特委员会照葫芦画瓢，要求铸币局在半数（五千枚）金币上增加五角星。委员会起初只打算在金币上加星，但铸币局又在部分半美元上跟进，这对委员会而言堪称“极大的惊喜”。费城铸币局总监弗雷斯·斯特尔（Freas Styer）1922年3月14日写给铸币局局长的信中确认，两种面额的纪念币均有五千枚附加五角星。1922年5月，《钱币学家》的文章依然以为半美元只有一种。加刻这枚星星的唯一目的就是提升销量，与硬币的主题没有任何关系。大卫·布洛瓦（David Bullowa）在1938年的纪念币主题著作中指出，如果附上四颗星，倒可以理解成格兰特的内战军衔，但只有一颗就实在想不出是啥意思。1922年7月，杜菲尔德发文表示：“据称这种版本（带星半美元）共有五千枚，而且出乎委员会意料，售价比无星版要高”。
1922年3月，费城铸币局共生产5006枚带星半美元，9万5055枚无星版；5016枚带星一美元金币和5000枚无星版，其中超出整千数目的硬币由费城分局保留，等待1923年美国化验委员会的年度检验。铸币局先生产有星版本，再磨掉金属模上的星星。4月15日，尼科尔斯致信铸币局新任局长弗兰克·埃德加·斯科比（Frank E. Scobey），称委员会已开始出售纪念币，带星版金币单价3.5美元，无星版三美元；带星版银币1.5美元，无星版一美元。银币远比金币要多，所以委员会决定各银行和钱币经销商每购买一枚金币就必须买下15枚银币；个人买家比例降至一比五。尼科尔斯还在信中表示，如果斯科比想买就不受上述限制。
1922年12月的《钱币学家》刊登尼科尔斯发布的广告，声称纪念币销售将于来年元旦截止，买家以十枚为单位购买无星版半美元可以享受75美分单价。带星版半美元依然要价1.5美元，金币3.5美元，此时购买金币已经没有搭售银币的要求。最终金币售罄，但格兰特委员会把750枚带星半美元和2万7650枚无星枚运回铸币局退款熔毁。大部分硬币是由收藏爱好者买走，绝大多数金币和许多半美元流入钱币经销商及收藏家之手。
格兰特委员会曾要求每种面额铸造150枚精制硬币，但费城铸币局以已多年未生产精制币为由回绝。不过，如今可能还是有部分精制币存世，斯威特克估计每种面额有四枚。
部分买家将不带五角星的半美元纪念币当零钱用掉，这些硬币因市场流通磨损。进入二级市场后，带星半美元升值特别快，1935年时就涨到65美元，超过当时任何一种美国纪念银币。这年纽约布朗克斯一名牙医购买数百枚无星半美元，准备自备工具加上星星，还有其他人采取各种伪造手段。
1940年，无星半美元售价1.5美元，带星37美元，到1950年已分别涨至2.5和55美元，1970年又达到25和135美元。根据理查德·约曼（Richard S. Yeoman）2018年豪华版的《美国钱币指南手册》（A Guide Book of United States Coins），带星版半美元价值在900至9750美元范围，无星版110至1000美元，具体视成色而定。带星金币1940年要价约12美元，无星版八美元；1950年分别涨至25和21美元，1970年达到265和250美元。《美国钱币指南手册》列出的带星金币价值1500至2250美元，无星版1200至2500美元，具体同样视成色而定。
纪念币销售得利后用于翻修格兰特出生地并买下周边土地，哈定总统出席当地庆典并讲话。1989年，钱币学家里克·雷奇东（Ric Leichtung）前往参观，发现波因特普莱森特的格兰特出生地和乔治敦的母校校舍“在俄亥俄州的酷暑和严冬中发霉”，根本就“没有公路，没有纪念建筑”。另据《美国钱币指南手册》记载：“（纪念）建筑和公路从未落实”。

## 脚注
1. ↑  Slabaugh，第52頁.
2. ↑  Flynn，第93–94頁.
3. ↑  Bullowa，第50頁.
4. ↑  Slabaugh，第3–5頁.
5. ↑  Flynn，第94頁.
6. 1 2  house bill.
7. ↑  House report，第1–2頁.
8. ↑  1921 Congressional Record, Vol. 67, Page 6405 (1921-10-17)
9. ↑  Senate report，第1頁.
10. ↑  1922 Congressional Record, Vol. 68, Page 1557–1558  (1922-01-23)
11. ↑  1922 Congressional Record, Vol. 68, Page 1773 (1922-01-26)
12. ↑  Swiatek & Breen，第88頁.
13. ↑  Taxay，第v–vi頁.
14. ↑  Taxay，第59, 61頁.
15. ↑  Bowers，第639–640頁.
16. 1 2  Flynn，第275頁.
17. 1 2 3 4  Taxay，第61頁.
18. 1 2  Duffield May 1922，第228頁.
19. 1 2 3  Slabaugh，第50頁.
20. ↑  Swiatek & Breen，第87頁.
21. 1 2  Duffield May 1922，第229頁.
22. 1 2  Swiatek，第134–135頁.
23. ↑  Vermeule，第165頁.
24. ↑  Vermeule，第164–165頁.
25. ↑  Vermeule，第164頁.
26. ↑  Bowers，第160頁.
27. ↑  Flynn，第94, 275頁.
28. ↑  Slabaugh，第51頁.
29. 1 2  Bullowa，第53頁.
30. ↑  Duffield July 1922，第314頁.
31. ↑  Swiatek，第135頁.
32. 1 2  Flynn，第276頁.
33. ↑  Final sale of Grant Memorial coins (advertisement).
34. ↑  Bowers，第161頁.
35. ↑  Swiatek，第134頁.
36. ↑  Swiatek & Breen，第89頁.
37. ↑  Bowers，第164–165頁.
38. 1 2  Yeoman，第1061頁.
39. ↑  Bowers，第641–642頁.
40. ↑  Hugh L. Nichols.
41. ↑  Leichtung，第1630–1632頁.
42. ↑  Yeoman，第1060頁.